# Британские острова
Брита́нские острова́ (англ. British Isles, ирл. Éire agus an Bhreatain Mhór, гэльск. Eileanan Bhreatainn, мэн. ny h-Ellanyn Goaldagh, скотс Breetish Isles) — архипелаг на северо-западе Европы, между Северным морем и Атлантическим океаном. На Британских островах расположены государства Великобритания и Ирландия, а также территории под властью британской короны.
Площадь островов — 315,159 тыс. км². От материковой части Европы отделены Северным морем и проливами Па-де-Кале и Ла-Манш.
Включают крупные острова Великобританию и Ирландию, разделённые Ирландским морем и проливами Северный и Св. Георга, а также группы Гебридских, Оркнейских, Шетландских островов, острова Англси, Мэн, Уайт, Арран и др. Иногда к Британским островам причисляют также Нормандские острова, как принадлежащие Великобритании, но расположенные у берегов Франции.
Название «Британские острова» избегается в Ирландии, поскольку может восприниматься как подразумевающее принадлежность Ирландии к государству Великобритания. В Ирландии архипелаг обычно называется «Британия и Ирландия», это выражение используется и в других англоязычных странах; редко встречается термин «Атлантический архипелаг».

## Географическое положение
Протяжённость с севера на юг — 1000 км, а с запада на восток — 820 км.
Крупные формы рельефа, слагающие физико-географическую страну: Северо-Шотландское нагорье, Пеннинские горы, Лондонский бассейн.
Крупные бассейны рек: Темза, Северн, Трент, Шаннон.
Береговая линия сильно расчленена — в сушу вдаются многочисленные заливы, самые крупные из которых — Бристольский, Кардиган, Ливерпульский, Ферт-оф-Клайд, Мори-Ферт, Ферт-оф-Форт, а также эстуарии Темзы и Северна.
Крайние точки:

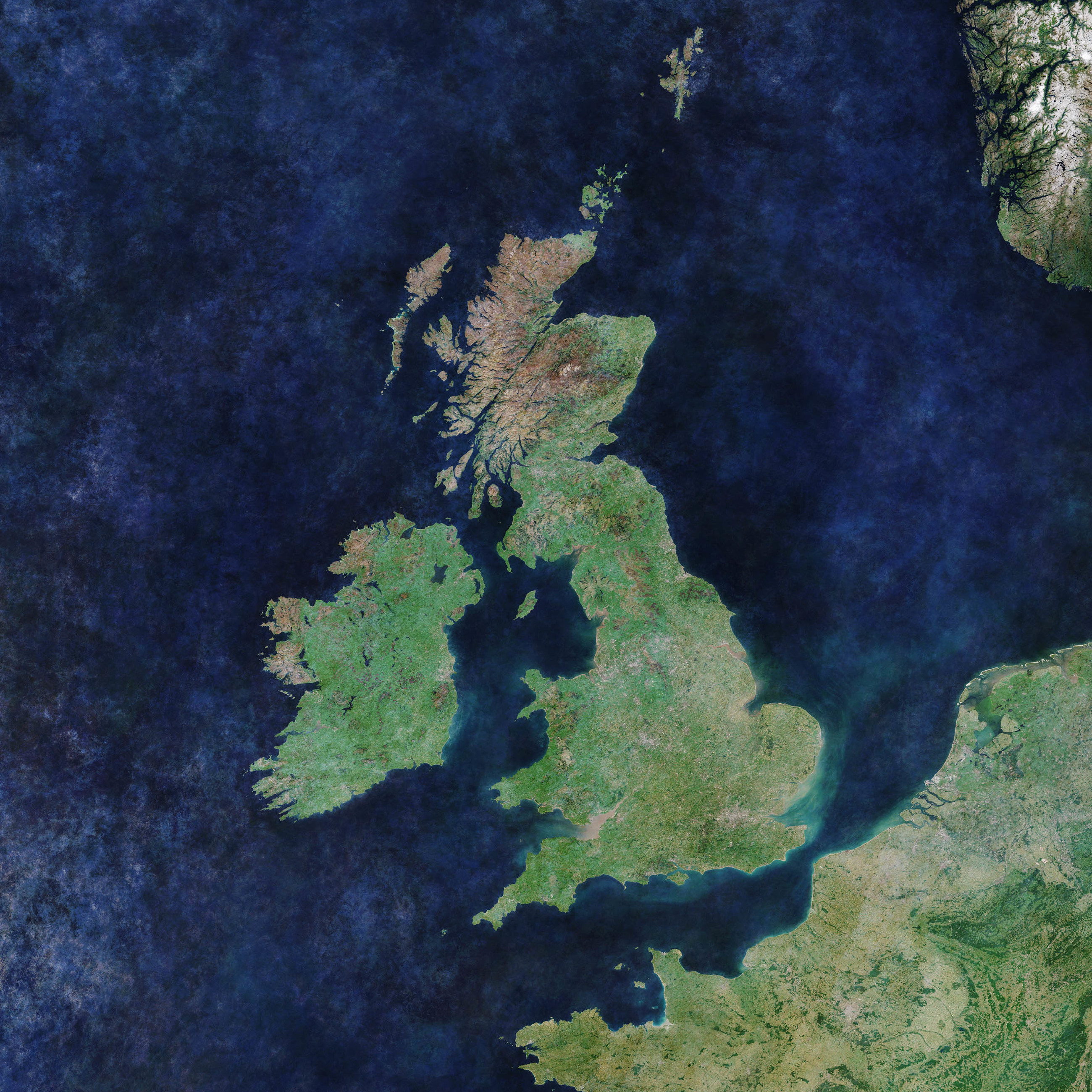
Британские острова

- северная — мыс Херма-Несс — 61° с. ш. 1° з. д.HGЯO
- восточная — Лоустофт — 52°30′ с. ш. 1°30′ в. д.HGЯO
- южная — мыс Лизард — 50° с. ш. 5° з. д.HGЯO
- западная — мыс Слайн-Хед — 53°30′ с. ш. 10°00′ з. д.HGЯO

## Физико-географическая характеристика

### Горные породы

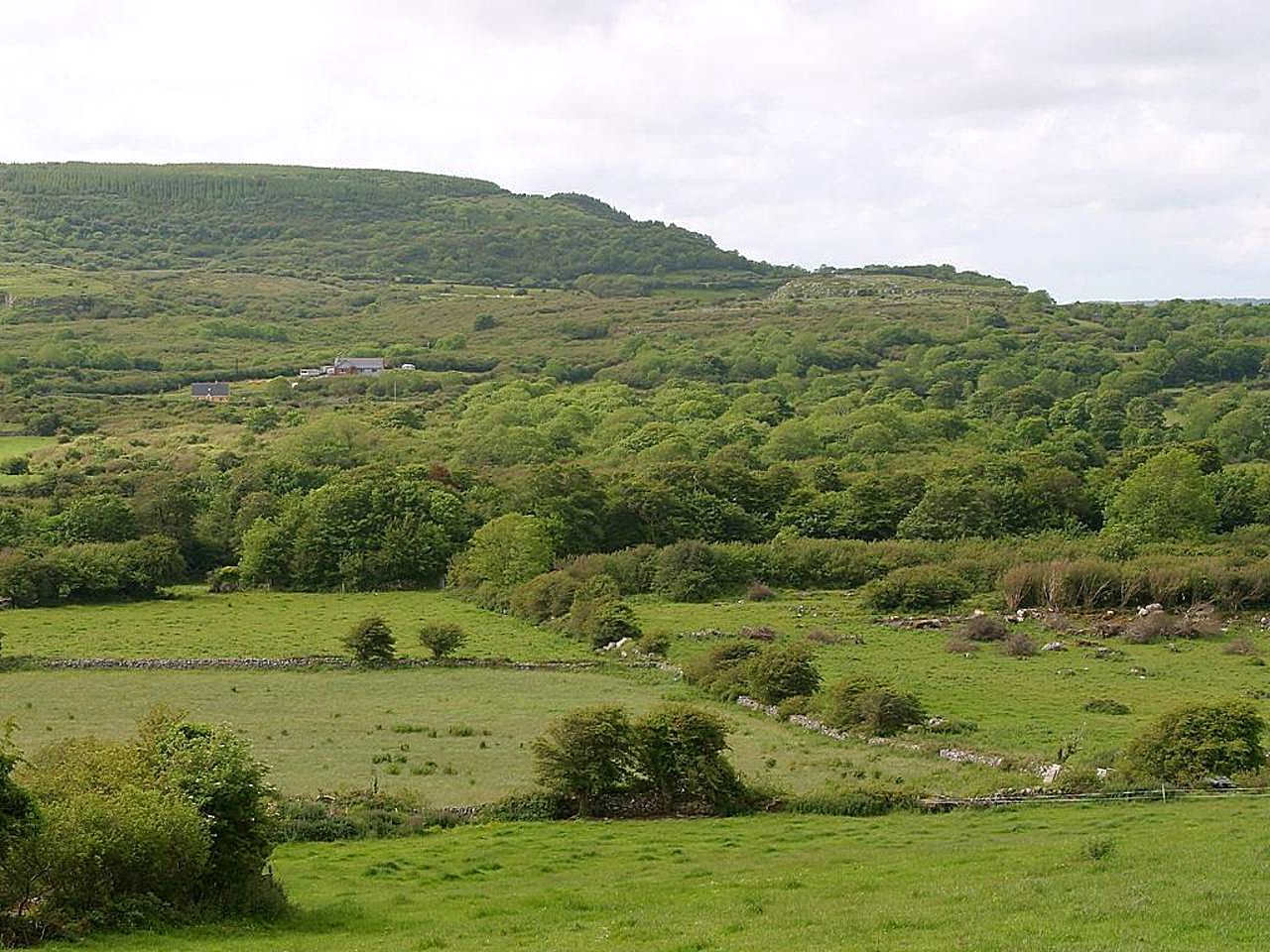
Возвышенности Ирландии

Территорию архипелага можно разделить несколько областей, различающихся по геологическому строению.
Остров Ирландия и западная часть острова Великобритания представлены складчатыми областями Каледонского возраста. Характерны породы: магматические рудные полезные ископаемые, руды чёрных металлов, месторождения асбеста, талька, магнезита и мелкие рудопроявления хрома, платины.
Центральная часть острова Великобритания лежит на плите древних платформ. Характерны породы мезозоя: глины, известняки, каменноугольные породы. Юго-восточная часть острова приурочена к синеклизе эпигерцинских платформ. Характерны мощные осадочные отложения мезокайнозойского и кайнозойского возраста, юрские отложение известняка, мела и песчаника.
Для всей физико-географической страны характерны моренные отложения.
Морфоструктуры острова Ирландия:
- север и запад — блоковые и сводово-блоковые нагорья;
- небольшая восточная часть — вулканическое плато;
- центр острова — равнинная возвышенность, залегающая на куэстовых пластах (карстовые и столово-ступенчатые формы);
- южная часть — структурно-денудационные кряжи и возвышенности.

Морфоструктуры острова Великобритания:
- север острова до 55° с. ш. — блоковые и сводово-блоковые кристаллические нагорья, возрождённые, с комплексом форм современной нивальной денудации и экразационно-ледниковых форм древнего оледенения, частично с современным ледниковым покровом;
- Пенинские горы — блоковые и сводово-складчато-блоковые горы, возрождённые с комплексом водно-эрозионных, гравитационных, частично карстовых форм.
- западные, южные и восточные районы предгорья Пеннин — равнины на горизонтально залегающих пластах с комплексом эрозионно-денудационных форм.
- территория Уэльса и Юго-запад острова — структурно-денадуционные кряжи и возвышенности, омоложённые с комплексом эрозионно-денудационных форм.
- юго-восток острова Великобритания — равнины и возвышенности на моноклинально залегающих пластах (куэстовые) с комплексом эрозионно-денудационных, аккумулятивных, столово-ступенчатых и карстовых форм.
- побережье залива Уош — аккумулятивная низменность с комплексом форм морской и речной аккумуляции.

Ландшафтообразующей чертой страны является сильная пересечённость поверхности, частое чередование гор и равнин. Подобный рельеф определяется господством герцинской структуры, мозаичным чередованием антеклиз (к которым приурочена большая часть гор) и синеклиз (бассейнов).
Современные тектонические движения представлены общим поднятием территории, за исключением юго-восточной части о. Великобритания, лежащей на массиве герцинской платформы, она испытывает опускание. Вулканизм же проявлялся в мезокайнозойское время.

### Орография
Средняя высота территории — 200 м. Высочайшая точка — 1346 м (гора Бен-Невис на острове Великобритания). Минимальная высота — 2,75 м (община Холм в графстве Кембриджшир).
Широко распространено, как и в горной Скандинавии, северо-восточное (каледонское) направление кряжей, продольных речных долин, заливов, озёрных котловин и т. д. На острове Великобритания чётко выделяется горный северо-запад и равнинный юго-восток. На северо-западе острова преобладают низкие и средневысотные горы, расчленённые сбросовыми долинами на ряд нагорий, куполовидных и глыбовых массивов. Как правило, западные окраины гор Великобритании более высоки, чем восточные.
Длительная денудация превратила как каледонские, так и герцинские складчатые поднятия гор северо-запада в систему пенепленизированных массивов. Движения альпийского возраста воссоздали древнюю систему тектонических разломов, разбили и подняли эти массивы на различную высоту.
В развитии рельефа прибрежной полосы гор большую роль сыграла морская абразия, протекавшая в условиях неравномерного поднятия суши, благодаря чему был образован ряд террас высотой до 40 м над современным уровнем моря, пещер, гротов (например, Фингалов грот в базальтах острова Стаффа). Господствующим видом рельефа являются нагорья с останцовыми и глыбовыми хребтами небольшой относительной высоты. Наибольшей высотой отличается Шотландское нагорье, которое продольной сбросовой Центральной Шотландской низменностью разделяется на Северо-Шотландское нагорье с Грампианскими горами (Бен-Невис, 1346 м) и более низкую и выположенную Южно-Шотландскую возвышенность (высотой до 840 м). Лишь немногим Северо-Шотландскому нагорью по высоте уступают Кембрийские горы в Уэльсе (Сноудон, 1085 м).
Юго-запад Великобритании, Корнуолл, представляет всхолмлённую равнину с рядом возвышенностей, приуроченных к приподнятым кристаллическим участкам герцинского фундамента (Дартмур-Форест, 621 м, Экслгир-Форесг). Юго-восток Великобритании занят всхолмлёнными ступенчатыми равнинами, часто объединяемыми под общим названием Лондонского бассейна.
Речная эрозия расчленила равнину на системы вытянутых к северо-востоку куэстовых гряд и глинистых низин между ними. Хорошо выражены юрские куэстовые холмы Котсуолда (до 326 м), меловые гряды возвышенности Чилтерн-Хилс, Уайтхорс-Хилс. Куэстовый рельеф характерен и для крайнего юга Великобритании возвышенности северных и южных Даунсов. Ирландия имеет много общих геоморфологических черт с Великобританией. Срединная часть острова занята невысокой (около 100 м) Центральной равниной, сложенной горизонтально залегающими каменноугольными известняками, перекрытыми моренными глинами. Равнина слабо дренирована, отличается высоким стоянием грунтовых вод, сильной заболоченностью, что связано не только с глинистыми почво-грунтами, но и с подстилающими их маломощными трещиноватыми известняками, препятствующими формированию поверхностного стока. Остальные районы Ирландии заняты низкими и средневысотными сильно расчленёнными эрозией и древними ледниками горами: Керри (высотой до 1041 м), Уиклоу, Донегол, Морн. Эти горы чаще всего являются тектоническим и орографическим продолжением гор Великобритании, от которой Ирландия отделилась уже в позднеледниковое время. На северо-востоке Ирландии (как и в соседних районах Шотландии) развиты невысокие базальтовые плато (Антрим, и др.) с выработанными в них абразионными поверхностями.

### Климат
Британские острова в системе климатического районирования находятся в умеренном поясе, в области морского климата. Свойственна мягкая, тёплая зима (температура января — от +0,3 °C до +8 °C), умеренно тёплое лето (температуры в июле — от +15 °C до +23 °C), довольно высокая среднегодовая температура (от +9 °C до +15 °C), значительное количество осадков (в основном от 600 до 1500 мм в год). На Британских островах наблюдаются изменение температуры по временам года.
Величина суммарной солнечной радиации — 3200 МДж/(м²·год). В январе показатель равен нулю, из-за выпадения снежного покрова и увеличения отражённой радиации. В июле — 500 МДж/(м²·год). По сравнению с зимой происходит увеличение показателя из-за большей продолжительности солнечного дня. Показатель небольшой по причине высокой облачности.
Годовая величина радиационного баланса — 2500 МДж/(м²·год). Это связано с высоким показателем суммарной солнечной радиации и высокой облачностью, уменьшающей силу излучения.
На климат Британских островов влияет умеренная воздушная масса во все времена года. В зимнее время северная часть островов находится под влиянием Исландского минимума, а южная часть — под влиянием Северо-Атлантического максимума. Господствующие ветра на территории Западный перенос умеренных широт с юго-западным направлением. В летнее время вся территория Британских островов находится в области высокого давления Северо-Атлантического максимума. В это же время также на территории господствует Западный перенос умеренных широт, но скорость ветров падает. Полярный фронт с циклонами проходит через Исландию, Британские острова и Скандинавию.
Величина годового количества осадков на территории различна. На западных побережьях она составляет 1500 мм/год, а на восточных — 700 мм/год. Такое распределение зависит от естественных факторов — это Пеннинские горы и Кембрийские горы. Осадки выпадают во все времена года с равномерным распределением по ним, но зимой возможно увеличение из-за воздействия циклонов.

### Реки и стоки
Речная сеть островов, в связи с особенностями рельефа и климата, очень густая. Крупные реки: Шаннон (360,5 км), Темза (334 км), Северн (354 км). Питание — преимущественно дождевое, преобладает зимой, что связано преобладание с воздействием циклонов.
Сток на западном и восточном побережьях из-за количества выпадающих осадков отличается. На западных побережьях он равен 600—1000 мм/год, в то время как на восточных — 200—400 мм/год.
Подземные резервуары издавна служили основным источником высококачественной воды для населения низменной части Англии. Самый большой подземный бассейн, площадь которого достигает почти 30 тыс. км², располагается под меловыми известняками на юго-востоке Англии. В настоящее время подземные резервуары дают 2/5 всей воды, потребляемой в Англии и Уэльсе.

### Озёра
Крупных озёр нет, мелкие же многочисленны и живописны — Лох-Несс, Лох-Ломонд, Лох-Дерг, Лох-Ней. В равнинной части Великобритании много искусственных водоёмов, созданных на месте бывших торфоразработок, песчаных и гравийных карьеров.
- Лох-Несс — линейно вытянутое пресное озеро. Находится на высоте 16 метров от уровня моря. Площадь — 56 км², длина равна 40 км, ширина — до 1,4 км, глубина — 230 м. Котловина ледникового происхождения, берега высокие скалистые. Озеро сточное, вытекает река Несс.
- Лох-Ломонд — озеро на юго-западе Грампианских гор, в тектонической долине, переуглублённой древним ледником. В южной части находится 38 островов. Самое широкое место — в южной части, к северу котловина сужается. Высота над уровнем моря — 7,6 м. Площадь — 71 км², длина — 37 км, ширина — 8 км. Средняя глубина составляет 37 м, а максимальная составляет 190 м. Озеро сточное, сток осуществляется по реке Ливен[англ.].
- Лох-Дерг — озеро на юго-западе Ирландии. Высота на уровнем моря — 33 м. Площадь составляет 118 км², длина — 40 км, ширина — 4 км. Средняя глубина — 7,6 м, максимальная составляет — 36 м. Котловина ледникового происхождения, восточное и северное побережья низкие, но на юге и юго-западе берега крутые и скалистые. Озеро пресное. Находится в русле реки Шаннон, поэтому имеет вытянутую форму и является сточным.

### Почвы

#### Лессивированные почвы
Распространены в центре и на севере Великобритании, на западном берегу острова Ирландия (в моренном рельефе). Абсолютные высоты преимущественно 300—500 м. (на почвенной карте ФАО / ЮНЕСКО они показаны как лювисоли)
Почвы складываются главным образом на выровненных поверхностях в условиях просачивания атмосферных осадков в глубь профиля на рыхлых породах, не содержащих карбонатов.
Растительность — дубовые, дубово-буковые леса, более или менее осветлённые.

#### Бурые лесные типичные почвы
Приурочены главным образом к областям распространения карбонатных морен и лёссовидных суглинков.

##### Почвенный профиль
Почвы Британских островов отличаются слабодифференцированным профилем. Горизонт грубого гумуса отсутствует. Слой подстилки — небольшой мощности. Опад разлагается в течение вегетационного периода из-за значительной микробиологической активности. Горизонт А1 (мощностью 15-30 см) — буро-серый, с прочной мелкокомковатой (капролитовой) структурой, с многочисленными ходами дождевых червей и массой корней; сложение — рыхлое или слабо плотное. Переходный горизонт А1В (примерно до глубины 30-40 см) — с более крупной комковатой или орехово-комковатой структурой. Метаморфический горизонт Вt — бурый или ярко-бурый, тяжелее по механическому составу, плотный, с ореховой структурой иногда с тенденцией к призматичности, с ходами корней и дождевых червей; его мощность колеблется от 30 до 130 см.
Почвы обладают высокой биологической активностью. Они имеют большую биологическую ценность в лесном и сельском хозяйстве, так как пригодны для выращивания требовательных к качеству почв лесных культур, а в сельском хозяйстве для выращивания большого ассортимента культур. При внесении органических и минеральных удобрений получают устойчивые высокие урожаи.
Грубогумусового горизонта в связи с довольно быстрым разложением лесной подстилки нет. Горизонт А1 (чаще мощностью меньше 10 см) — буровато-тёмно-серый или серовато-бурый, мелкокомковатый, неясно зернистый, с многочисленными мелкими корешками, с ясной границей. Гумусово-элювиальный (обезыленый) горизонт А1 бежевый, светло бурый или желтовато-бурый, комковатый, пористый, иногда с горизонтальной слоеватостью, плотноватый, опесчаненный или пылевато-суглинистый, с редким переходом в иллювиальный горизонт В (кольматированный). Этот горизонт сильно оглинен, плотный, тёмно-бурый, призмовидный в верхней части и призмовидно-плитчатый в нижней части, с ясно выраженными плитками иллювиирования. Мощность почв 150—200 см и более. В «псевдооглеенных» лессивированных почвах в горизонте В отмечаются конкреции и марганцево-железистые плёнки в связи с плохой водопроницаемостью горизонта аккумуляции.
Почвы находятся под широколиственными или под вторичными хвойными лесами, лугами, пастбищами, а также широко освоены под зерновые, лён, картофель… Хорошо удобряются органо-минеральных удобрениями.

### Растительность

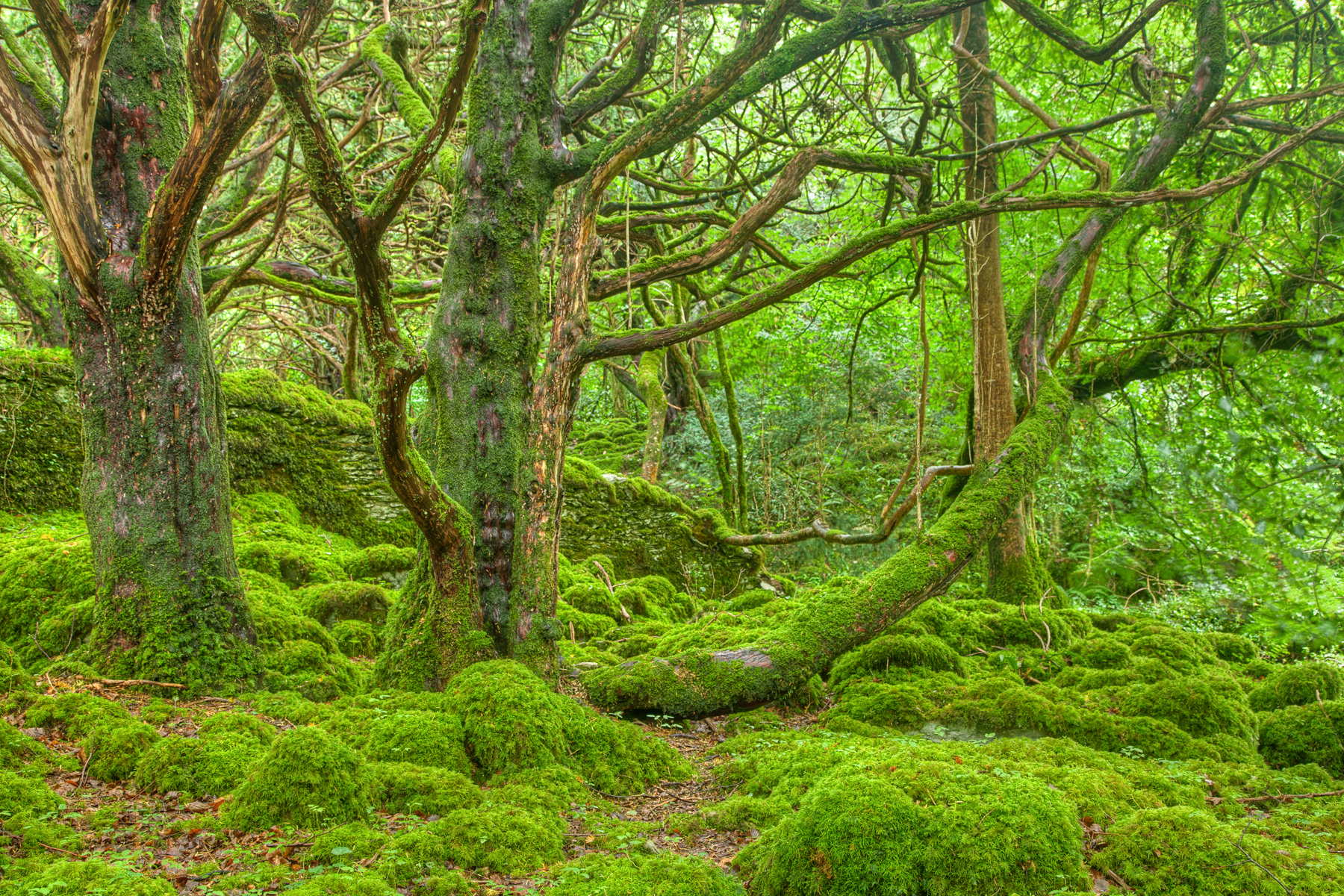
Национальный парк Килларни

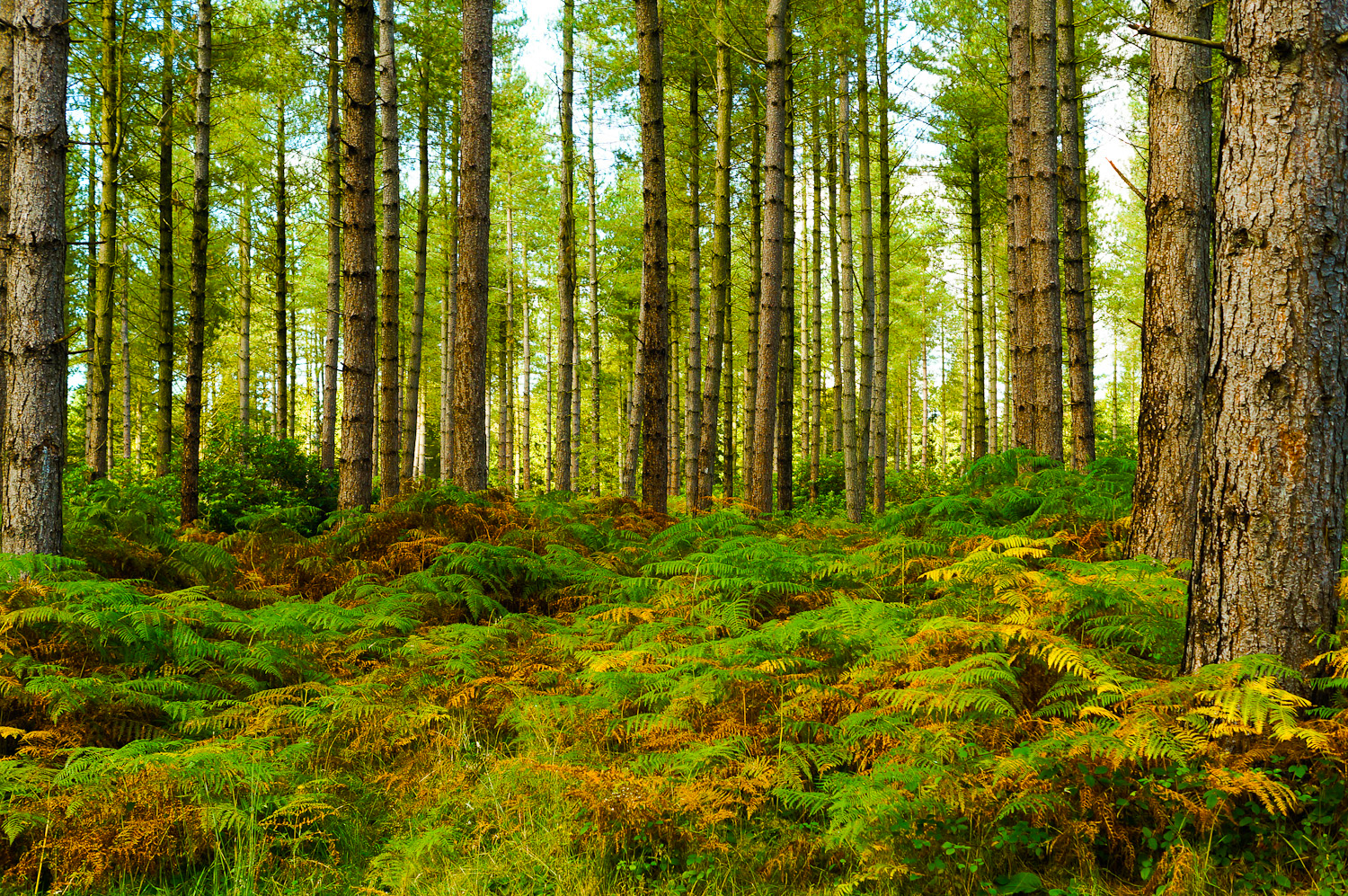
Хвойный лес в Англии, заросший папоротником орляком

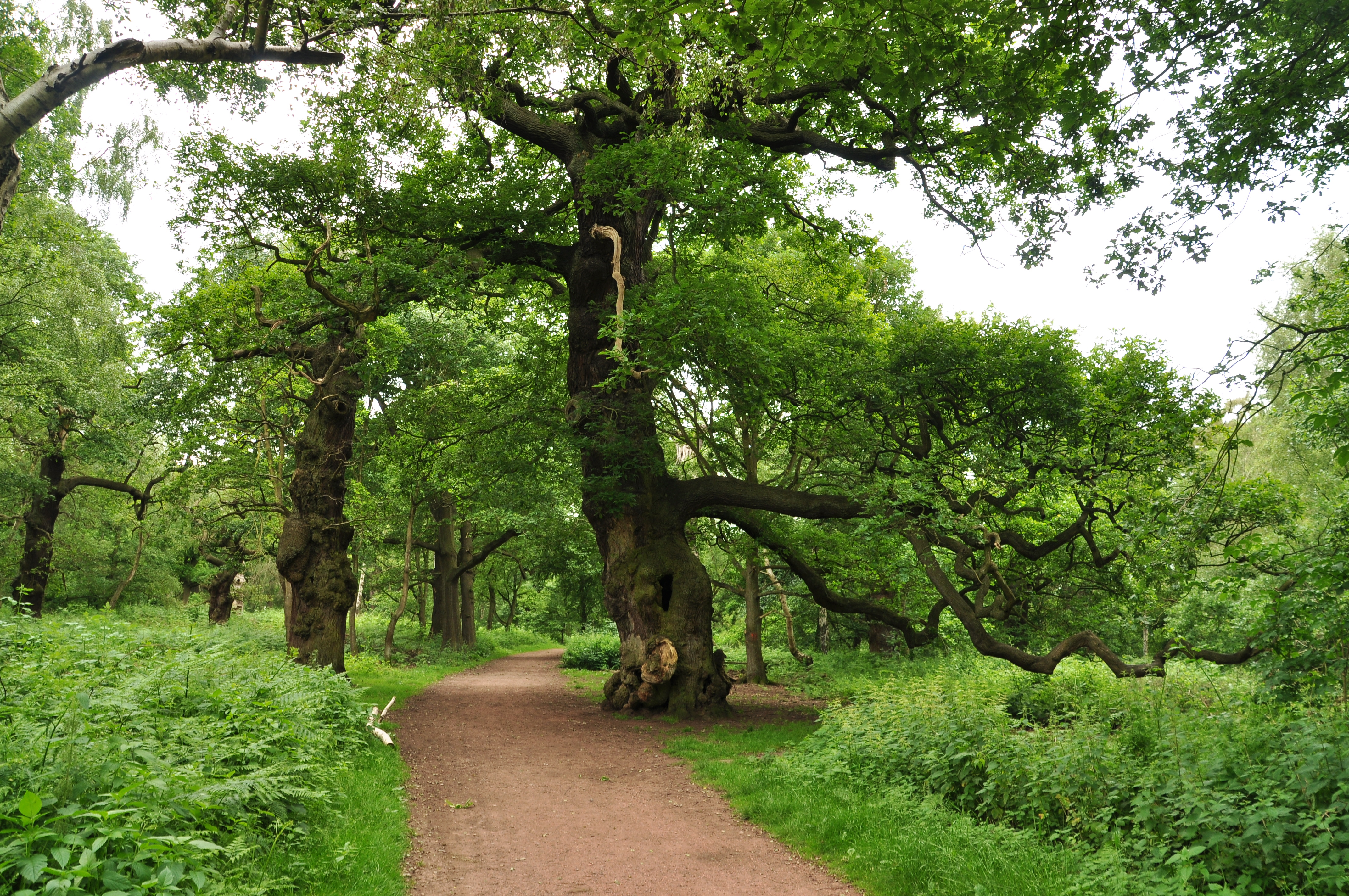
Шервудский лес

Британские острова расположены в двух природных зонах. Север острова Великобритания, примерно до 56°с. ш., лежит в области хвойных лесов; остальная же территория, включая остров Ирландия — в области широколиственных лесов.
Особенности орографического строения Британских островов существенно влияют на распределение осадков, гидрографической сети и определяют растительный и почвенный покров. Мягкость зим, отсутствие на равнинах устойчивого снежного покрова объясняют наличие в подлеске широколиственных лесов вечнозелёных кустарников (например, падуба). Луга являются наиболее, распространённым типом растительности и в Ирландии. Вересковые пустоши состоят из обыкновенного и европейского вереска, черники, можжевельника. Они расположены на грубых, сильно оподзоленных песчаных и щебнистых почвах. Часто верещатники перемежаются с лугами. Луга являются одним из важных природных ресурсов, и на их основе выросло развилось Англии и Ирландии.
По площади лесов (около 4 % территории Великобритании) область стоит на последнем месте в Западной Европе (исключая Исландию и арктические острова). Сказывается, несомненно, многовековая хозяйственная деятельность человека, высокая степень развития интенсивного земледелия, животноводства и промышленности. Естественное восстановление лесов происходит очень медленно. Искусственные посадки лесов хорошо приживаются и в виде небольших рощ, парков, насаждений вдоль дорог и рек часто создают ложное впечатление хорошей облесённости островов.
Около 92 % лесов островов находится в частном владении, что затрудняет проведение в общегосударственных масштабах новых лесопосадок и лесомелиоративных работ. Имеющиеся небольшие массивы лесов-парков приурочены к менее влажным районам юго-востока Великобритании. Тем не менее и здесь излишняя влажность почвы препятствует развитию буковых лесов (они приурочены к склонам холмов). Преобладают леса из летнего и зимнего дубов, ясеня с примесью берёзы, лиственницы, сосны, орешника. В Шотландии обильны сосновые и берёзовые леса на подзолистых почвах грубого механического состава. Верхняя высотная граница лесов на Британских островах — самая низкая в умеренном поясе Европы (влияние высокой влажности, сильных ветров и выпаса скота в горах). Широколиственные леса доходят до высоты 300—400 м, хвойные и берёзовые — до 500—600 м. Почти не сохранилась свойственная ранее островам лесная фауна. В настоящее время доля охраняемой территории на островах составляет около 22 %.

### Животный мир
Фауна Британских островов сильно пострадала от деятельности человека. В настоящее время там сохранилось всего 56 видов млекопитающих, крупнейшие из которых — благородный олень и косуля. Из более мелких распространены куницы, ласки, лисы, кролики, дикие кошки, хорьки, горностаи.
На Британских островах постоянно обитает 130 видов птиц, в том числе и национальный символ Англии — малиновка. Миллионы птиц мигрируют вдоль берегов Великобритании с юга на север и обратно. Многие виды умеют приспосабливаться к изменяющимся условиям, и считается, что в пригородных садах птиц больше, чем в любом лесу. Наиболее распространены воробьи, зяблики, скворцы, вороны, зарянки, синицы.
В водах у Британских островов водятся различные виды рыб: в поверхностных слоях морских вод встречается угольная рыба, с мая по октябрь здесь много сельди, в заливах и эстуариях рек кормится килька, а у берегов Корнуоллского полуострова появляются сардины и скумбрия. Из донных рыб, питающихся придонными червями и ракообразными, наиболее распространена камбала. Самые важные промысловые: треска, пикша и т. д.